# Гура Басчеј (Бузау)
Гура Басчеј (рум. Gura Bâscei) насеље је у Румунији у округу Бузау у општини Числау. Oпштина се налази на надморској висини од 258 m.

## Становништво
Према подацима из 2011. године у насељу је живело 370 становника.